# El abate Julio
El abate Julio (en francés L'Abbé Jules)  es una novela del escritor anarquista francés Octave Mirbeau, publicada por la editorial Charpentier el 13 de marzo de 1888, después de una anterior publicación como folletín en el Gil Blas. La última edición, con prólogo de Pierre Michel, apareció en febrero de 2010 en las ediciones L´Âge d´Homme, de Lausana.

## Argumento

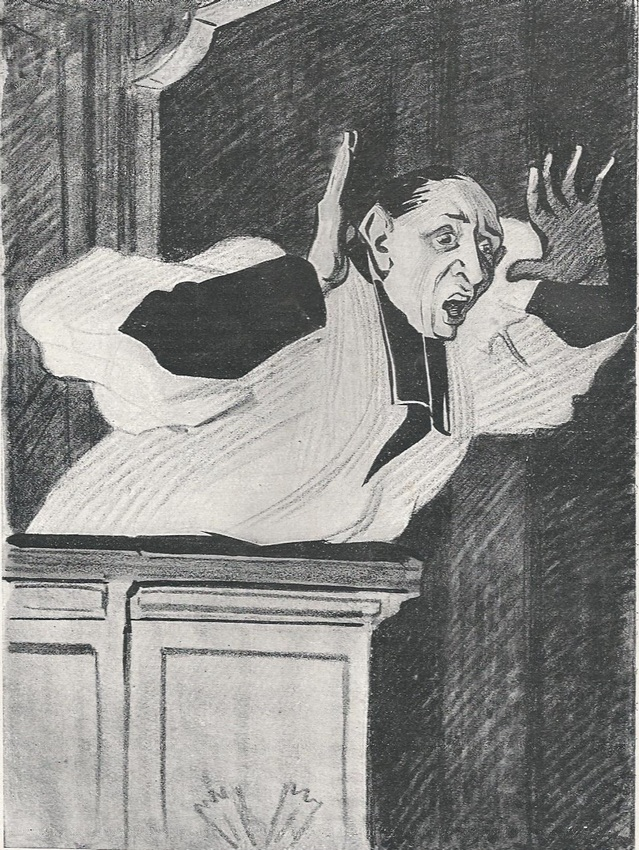
El abate Julio, visto por Hermann-Paul, 1904

Se trata de la evocación de un sacerdote católico histérico y quien parece un poquito loco, Jules Dervelle, el abate Julio epónimo.  Está en constante lucha contra la Iglesia católica y una sociedad asfixiante y opresiva y se siente desgarrado entre las necesidades de la carne y sus “postulaciones” hacia el cielo.
Mirbeau ha incluido como escenario una aldea del Perche (Normandía), Viantais, inspirada en el pueblo Rémalard, donde él pasó su juventud : cada uno vive bajo la mirada de todos y las exigencias del cuerpo y las del espíritu se hallan lamentablemente oprimidas. 
El desenlace, en forma de farsa póstuma experimental de Julio, está integrado por la lectura del testamento, por el otorga todos sus bienes al primer cura de la diócesis que cuelgue la sotana. Le sigue el auto de fe del misterioso baúl, lleno de libros e imágenes pornográficas, verdadera reserva de fantasmas y testimonio de sus frustraciones sexuales y símbolo de un inconsciente no rechazado. Al final de este auto de fe, al niño narrador, Albert (Alberto) Dervelle, sobrino de Julio, le parece oír « unas risas lejanas, ahogadas, que surgían, allá debajo de la tierra » : estas risas con las que se cierra la narración, aparecen como el grito de triunfo póstumo de su tío, más fuerte que la muerte y que el mundo absurdo y la sociedad alienante, que lo habían aplastado.
Otro personaje fascinante es el padre Pamphile (Pánfilo), que ha vagado durante decenios por Europa mendigando y ha llegado a reunir cantidades enormes de dinero, en seguida dilapidadas en unos trabajos incoherentes y siempre recomenzados: la reconstrucción de una abadía en ruinas.

## Comentarios

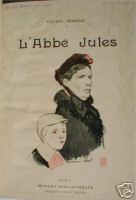
L'Abbé Jules, con ilustraciones de Hermann-Paul, 1904

La narración, discontinua, aparece cortada en dos ocasiones para hacer marcha atrás : en un caso para contarnos el pasado del abate Julio ; en otro el de un trinitario de espíritu perturbado y absorto por un proyecto demencial, el padre Pamphile (Pánfilo). Hay también un vacío narrativo de seis años, que Julio ha pasado en París, y que constituye un verdadero enigma y suscita las preguntas de los pueblerinos, sin que el lector, al  final del libro logre saber nada de la estancia parisina, con lo que su curiosidad se queda frustrada.
La insistencia en el tema del dinero y la frustración sexual del héroe epónimo, podría hacer pensar que Mirbeau inscribe su novela en el marco de una novela costumbrista de inspiración naturalista sobre un mal cura. Pero en realidad la influencia mayor es la de Dostoievski, que, en El Idiota, le ha mostrado el papel del inconsciente. Para  revelar los bajos fondos de las ánimas humanas, Octave Mirbeau lleva a cabo una psicología de las profundidades que no tiene precedentes en Francia ; ve en la psiquis humana un caos indescifrable, en total oposición a las pretensiones de su examigo Paul Bourget, que creía aclarar gracias a la psicología, sistema que para Mirbeau sólo era un bulo.

## Citas
- « En la vida, nadie ama a nadie, nadie socorre a nadie, nadie comprende a nadie !... Cada uno está solo, completamente solo, entre los millones de seres que le rodean... ¡ Cuando se pide a alguno un poco de su piedad, de su caridad, de su valor, éste duerme !... Puede uno llorar, rómperse la cabeza contra las paredes, morir... ellos duermen, duermen todos... y ese Dios bondadoso, ¿ que hace entre esos durmientes ?... ¡ acaso ronca también en su nube !... Y responde a todos los miserables que tienden hacia El sus suplicantes manos : "¡ Dejadme dormir, canallas ! ¡ Mañana !" »

- « Reducirás tus conocimientos sobre el funcionamiento de la humanidad al estricto necesario : 1° el hombre es una bestia mala y estúpida ; 2° la justicia es una infamia ; 3° el amor es una porquería ; 4° Dios es una quimera… Amarás la naturaleza ; incluso la adorarás […]. Lamentablemente vives en una sociedad, bajo amenazas de leyes opresivas, entre instituciones abominables que son la inversión de la naturaleza y de la razón primitivas. Eso te crea múltiples obligaciones […] y todas ellas engendran vicios, crímenes, vergüenzas, salvajismo, que se te enseña respetar bajo el nombre de virtudes y deberes. […] Por eso, es mejor disminuir el mal disminuyendo el número de obligaciones sociales y particulares, alejándote lo más posible de los hombres y acercándote a las bestias, las plantas, las flores ; viviendo como ellas de la vida espléndida que extraen de la fuente misma de la naturaleza, es decir de la belleza. »

## Traducción
El abate Julio, Valencia, F. Sempere y Compañía, « Arte y Libertad », cerca 1933, 216 páginas. Traducción  de Gustavo Soledad.